# Sabatier Aîné et Perrier
Pour les articles homonymes, voir Sabatier.
Sabatier Aîné et Perrier est une entreprise familiale spécialisée dans la coutellerie située à Thiers (Puy-de-Dôme), capitale française de la coutellerie. 

## Histoire
Au début du 19e siècle, deux familles fabriquent des couteaux Sabatier, des couteaux avec une forme de lame triangulaire et longue, un manche ergonomique, un faible poids et un équilibre lame/manche qui en font un couteau de cuisine apprécié: Les Sabatier du Moutier (ville basse de Thiers) et les Sabatier de Bellevue (ville haute de Thiers). De nos jours, seule subsiste la famille Sabatier de Bellevue, toujours à la même adresse. Elle continue à fabriquer des couteaux de cuisine sous la raison sociale : Ets Sabatier Aîné & Perrier. Un peu après 1800, Philippe Sabatier forge des couteaux à Bellevue, petit village situé sur la commune de Thiers, dans la montagne thiernoise. En 1834, les Sabatier de Bellevue ont adjoint à leur nom le sigle "K" pour se différencier des Sabatier du Moutier. Ce "K" est une très vieille marque thiernoise, que l’on retrouve dans les archives de la ville, gravée sur la Table d’argent des couteliers, à la date du 7 juin 1813, au numéro 231. L'entreprise possède une boutique dans le centre-ville de Clermont-Ferrand,,.